# Военная техника Первой мировой войны
Военная техника Первой мировой войны — вооружение и боевая техника (авиация, бронетехника, артиллерия, стрелковое оружие, боевые корабли), применявшиеся в период с 1914 по 1918 год (с момента нападения Австро-Венгрии на Сербию в июле 1914 года и до капитуляции Германии в ноябре 1918 года). Этот исторический период известен значительными изменениями в составе вооружения. Во время Первой мировой войны стала активно использоваться боевая авиация, появились танки, применялось химическое оружие. В войне на море начали использоваться подводные лодки.

## Военная техника стран Антанты

### Россия
Стандартным стрелковым оружием российской армии была трехлинейная винтовка Мосина. Но в связи с их нехваткой применялись винтовки Арисака, а также устаревшие образцы: винтовка Бердана и аналогичные модели. Стандартным оружием офицеров были револьверы системы Нагана. В качестве пулеметов использовался в основном пулемет Максима, ограниченно применялись также ручные пулеметы Льюиса и  Мадсен. Артиллерия в российской армии подразделялась на пехотную, полевую и артиллерию большой и особой мощности. К первой относится 76-мм горная пушка, и 76-мм короткая пушка. Основу полевой артиллерии составляло 3-дюймовое орудие. В артиллерии большой и особой мощности применяли 42-линейную крепостную пушку, 6-дюймовую пушку, а также 203-мм и 305-мм гаубицы.
В авиации большинство самолетов было фирмы Ньюпор, хотя в состав императорского военно-воздушного флота входили и бомбардировщики Илья Муромец, разработанные Игорем Сикорским. Танков в российской армии не было, но присутствовали бронеавтомобили. Наиболее многочисленные английской фирмы Остин, хотя были и модели собственной разработки. Например Джеффери-Поплавко, Мгебров-Рено или Гарфорд-Путилов.

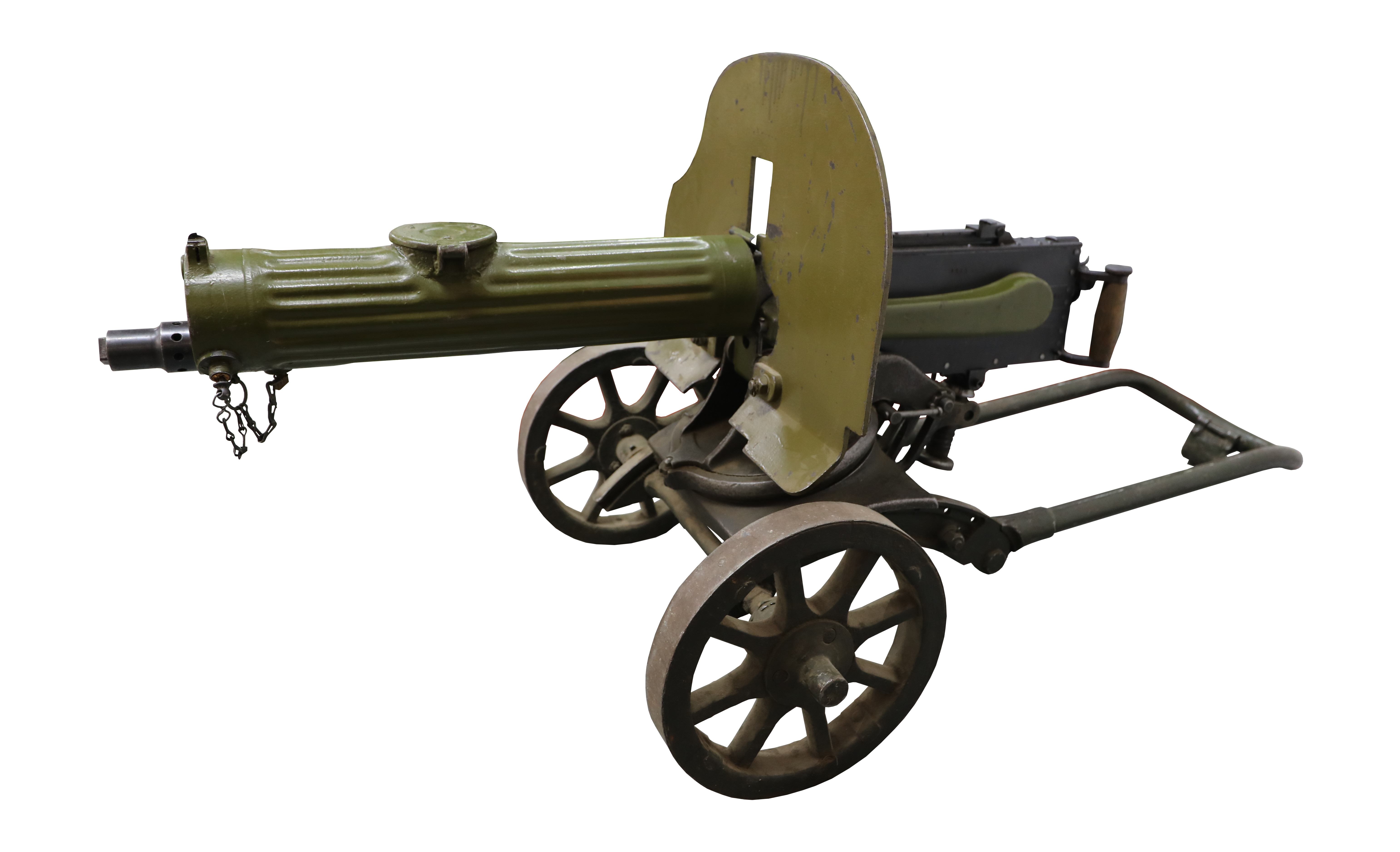
Пулемёт Максима
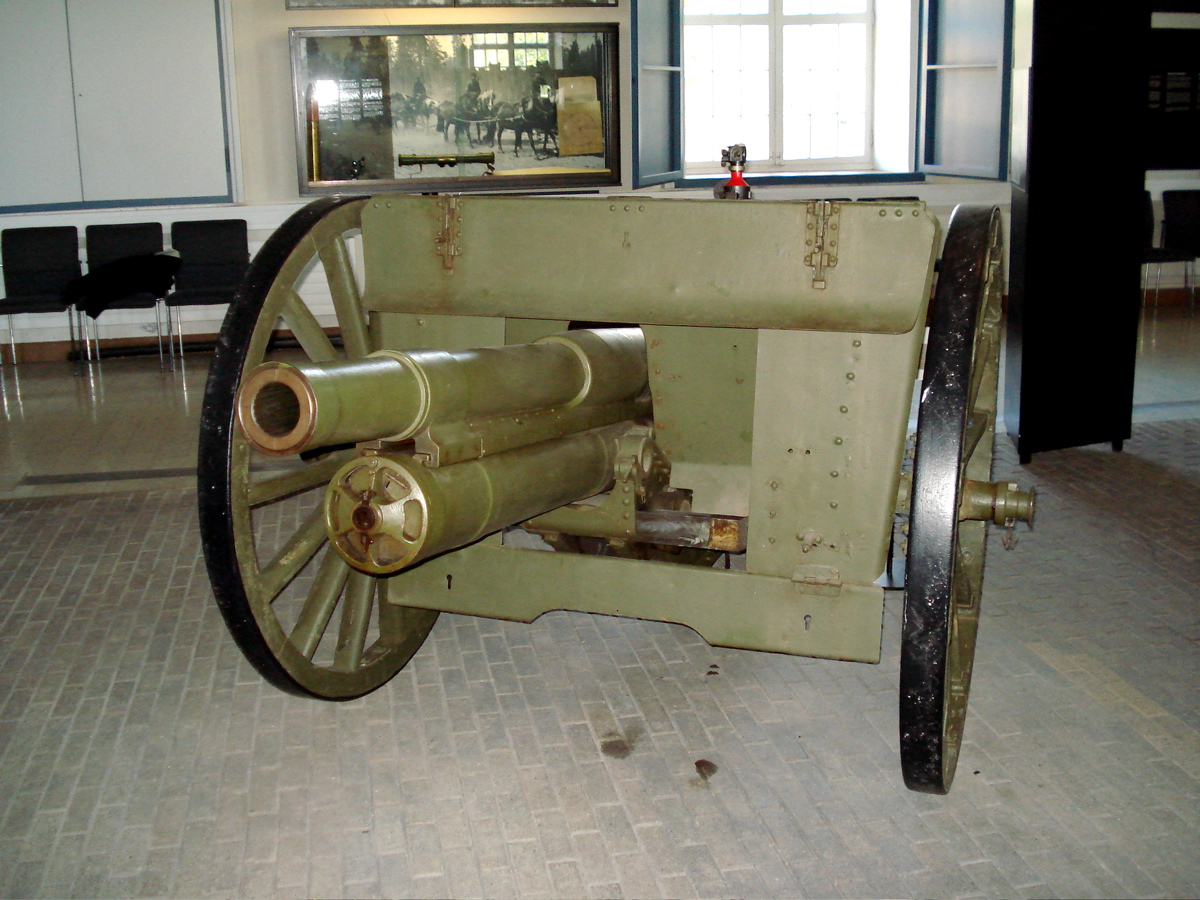
76-мм полевая пушка
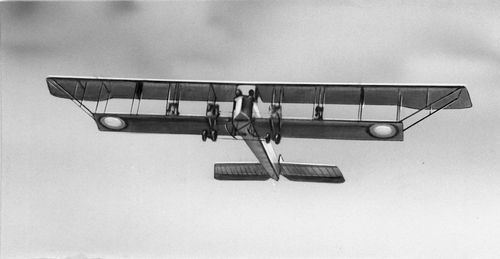
Бомбардировщик Илья Муромец
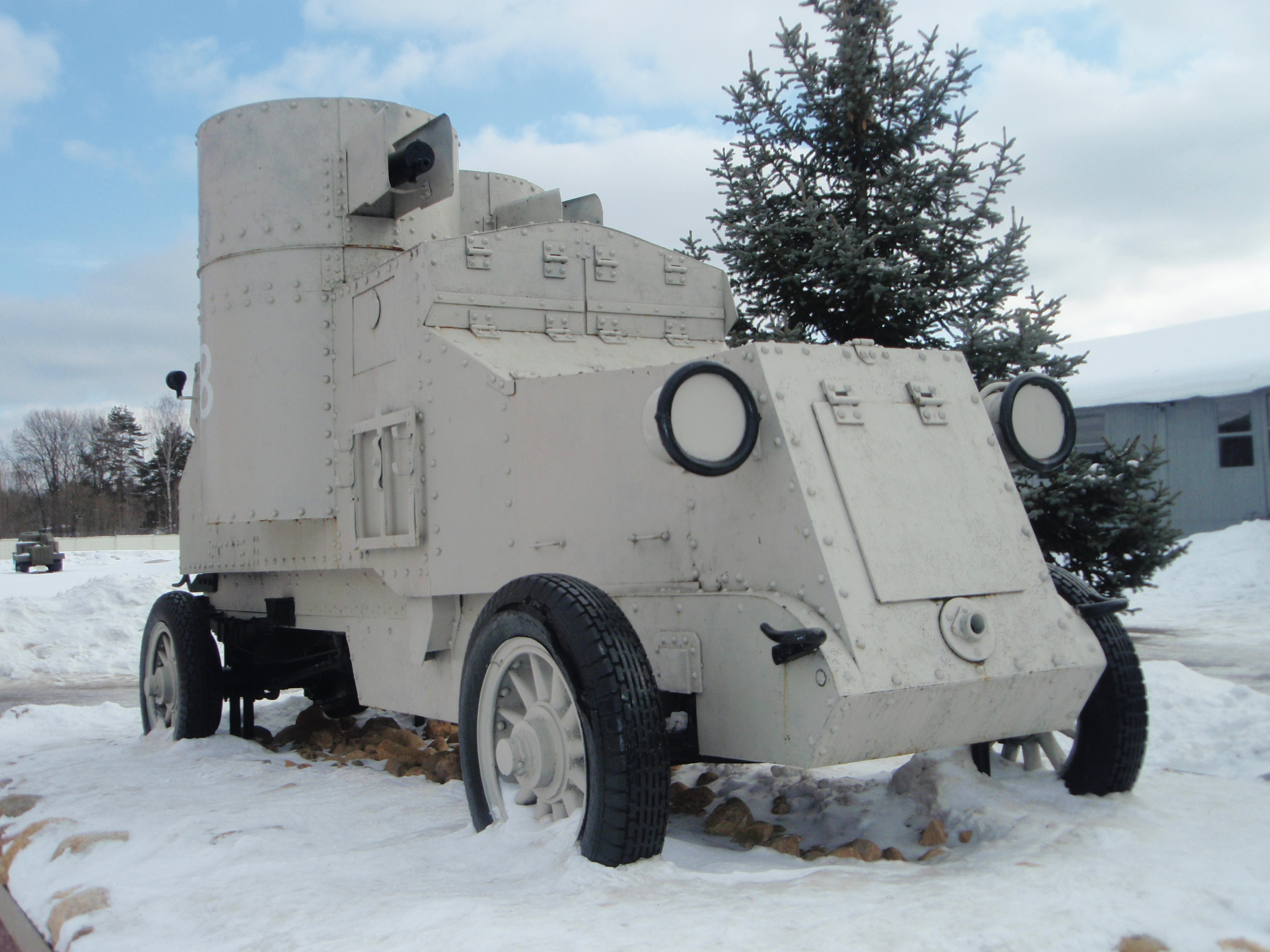
Бронеавтомобиль Остин-Путиловец

### Великобритания
Основным стрелковым оружием британской армии была винтовка Ли-Энфилд. Офицеры использовали револьвер Webley. В качестве станкового пулемета использовался Виккерс, а в качестве ручного - пулемет Льюиса. В английской армии артиллерия делилась на полевую, среднюю и тяжелую, осадную и горную. К полевой относились QF 13-pounder gun, BLC 15-pounder gun и 4,5-дюймовая гаубица. К средней и тяжелой 5,4-дюймовая гаубица, 60-фунтовая пушка, 6-дюймовая пушка Mark XIX и 6-дюймовая гаубица образца 1915 года. Осадные орудия были представлены 9,2-дюймовой гаубицей, 305-мм гаубицей Виккерса и BL 15-inch howitzer. Горная артиллерия включала в себя BL 10-pounder mountain gun, QF 2.95-inch mountain gun и QF 3.7-inch mountain howitzer.
Танки были разработаны и впервые применены именно в английской армии. Первой моделью в 1916 году стал Mark I. Затем последовали Mark IV, Mark V и легкий танк Mark A. В авиации наиболее распространенными были самолеты компании Сопвич : Кэмел, Sopwith 1½ Strutter, Sopwith Pup и Sopwith Dolphin.

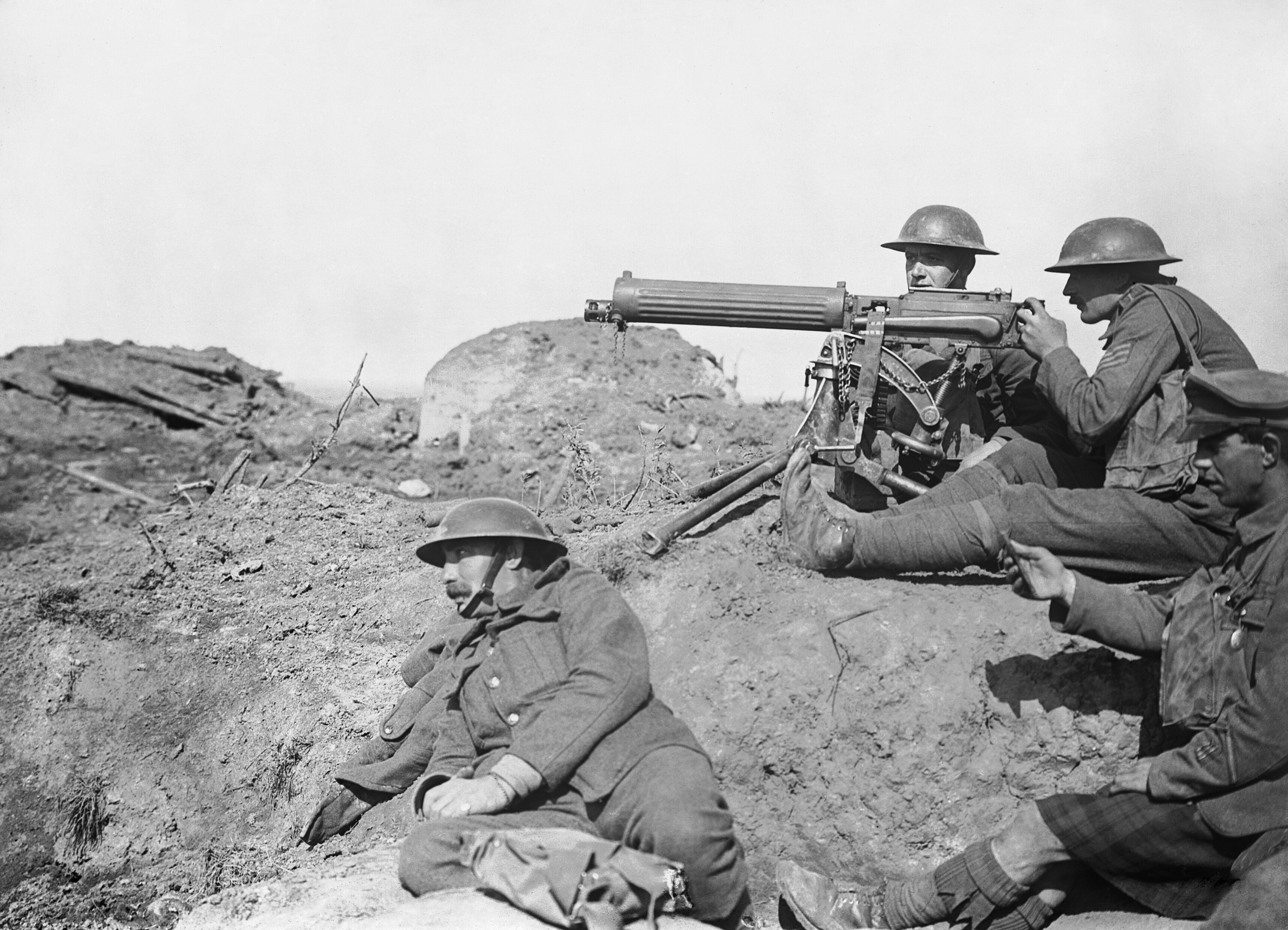
Пулемет Виккерс
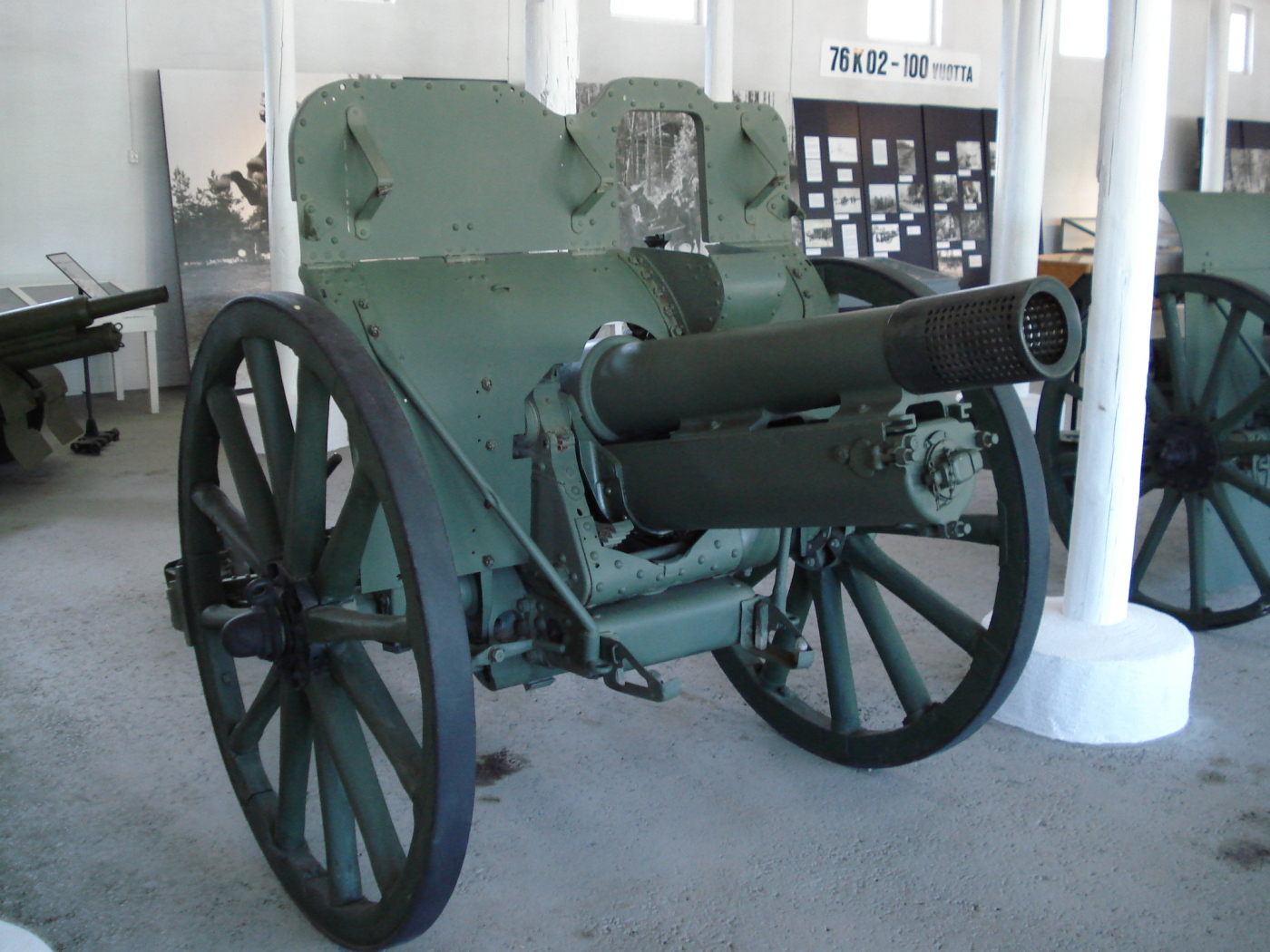
4,5-дюймовая гаубица
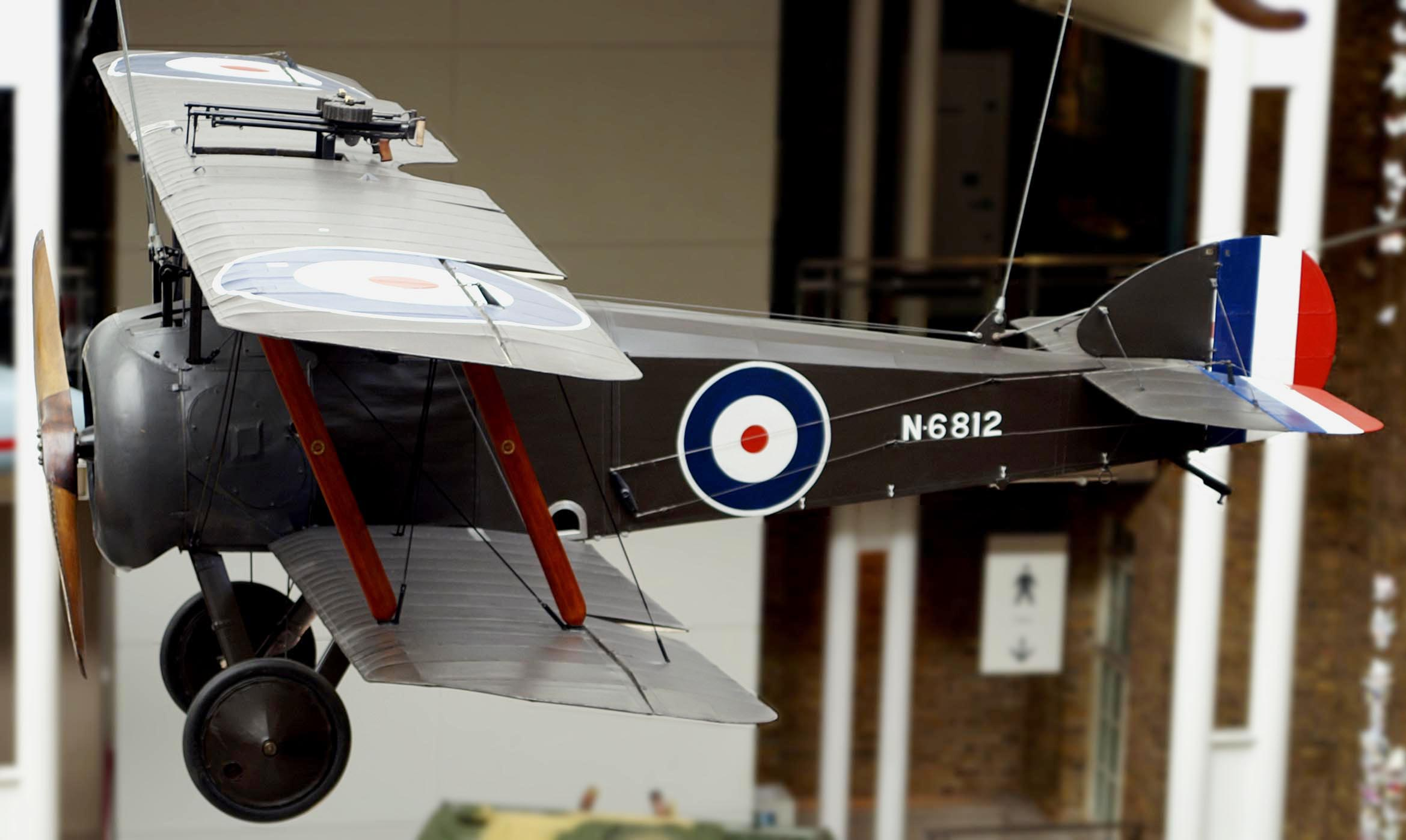
самолет Сопвич Кэмел
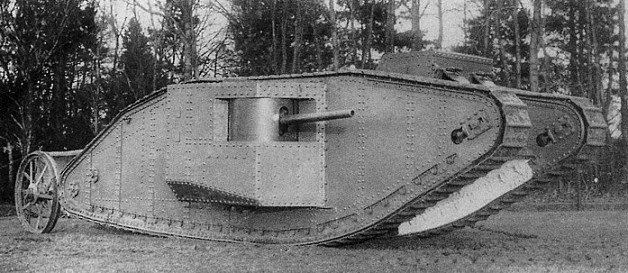
Танк Mark I

### Франция
Во французской армии использовались винтовки Бертье и Лебеля. Офицеры были вооружены револьверами Chamelot-Delvigne, Revolver Mle 1892 и пистолетами Руби. В качестве станковых пулеметов использовали Гочкис Mle 1914, а в качестве ручных Гочкис Mle 1909. Французская артиллерия делилась на полевую, пехотную, горную, среднюю и тяжелую, а также осадную. В полевой артиллерии самым распространенным орудием была 75-мм пушка образца 1897 года, в пехотной Canon d'Infanterie de 37 modèle 1916 TRP, в горной Canon de 65 M (montagne) modele 1906. Средняя и тяжелая артиллерия была представлена 105-мм пушками Шнейдера образца 1913 года, Canon de 155 C modèle 1917 Schneider и 155-мм пушкой Фийю образца 1917 года. К осадной артиллерии относились Obusier de 120 mm C modèle 1890 и Obusier de 155 mm C modèle 1881.
Во время Первой мировой войны Франция была одной из самых известных авиастроительных держав. В начальный период войны использовались такие самолеты как Blériot XI, Morane-Saulnier L и Farman MF.11. Затем стали применяться Nieuport 11 и Nieuport 17. В 1916 году французы начали строить и танки. Первыми образцами были CA-1 Шнейдер и Сен-Шамон. Они обладали достаточно посредственными боевыми характеристиками, поэтому был разработан легкий танк Рено FT-17, конструкция которого впоследствии стала образцом для  многих других танков.

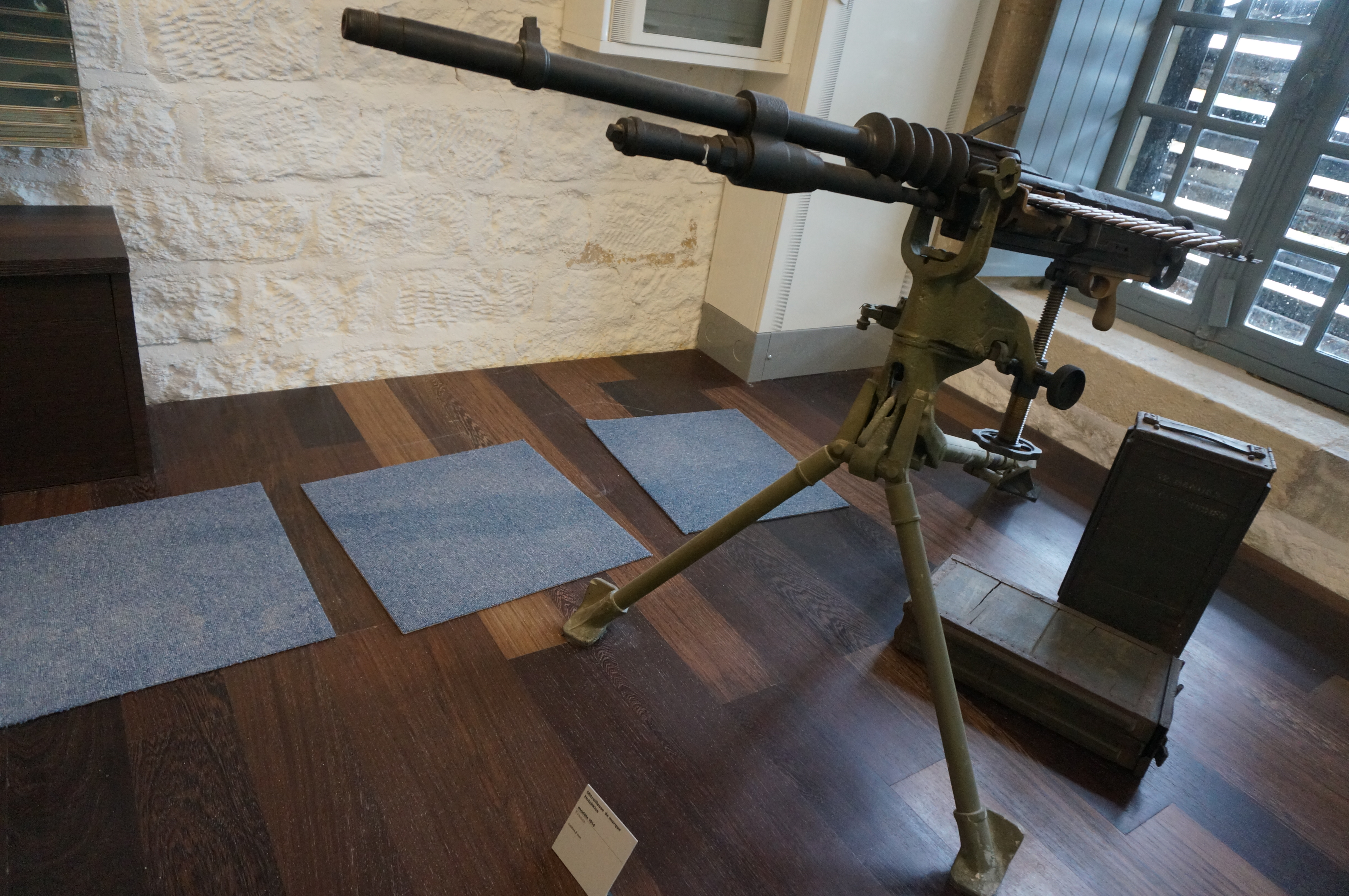
Пулемет Гочкис
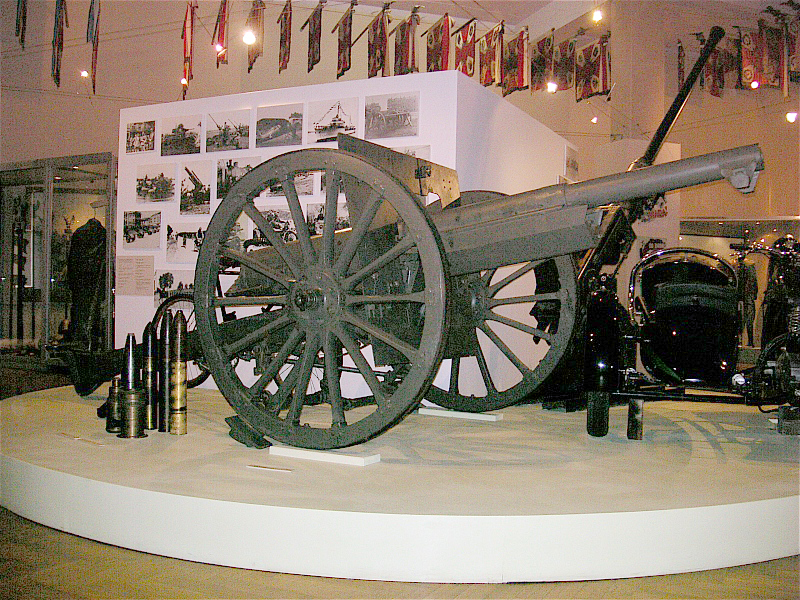
75-мм пушка образца 1897 года
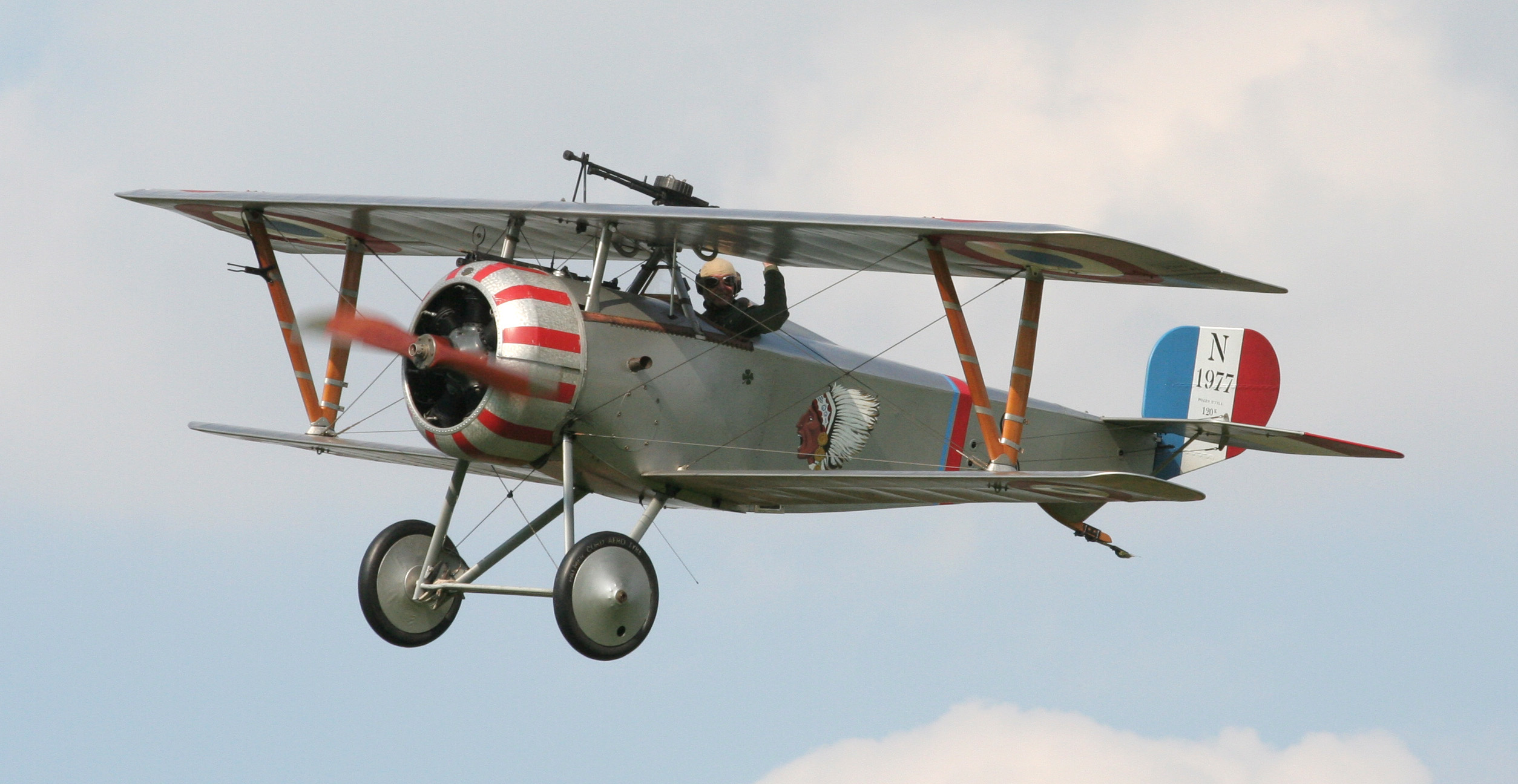
истребитель Nieuport 17
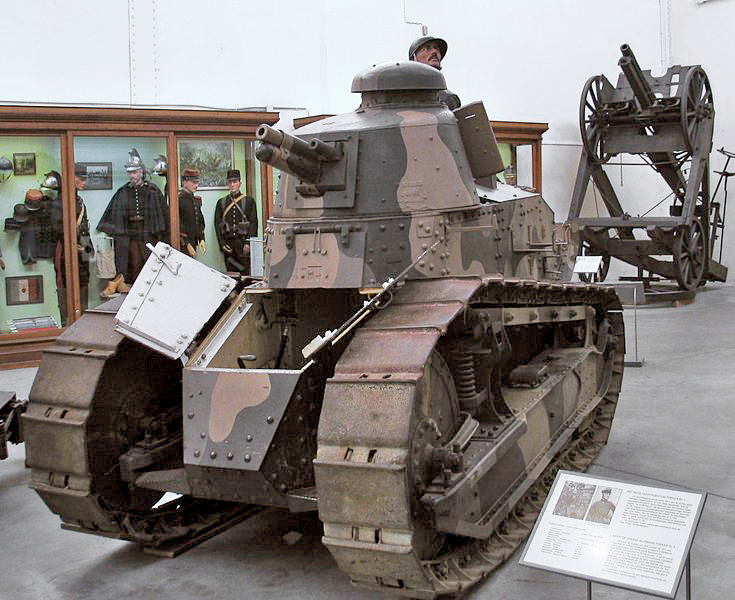
Танк Рено FT-17

### Италия
В итальянской армии основным стрелковым оружием была винтовка Carcano M1891, стандартным офицерским оружием были пистолет Глизенти и револьвер Бодео 1889. В качестве пулемета использовался Fiat-Revelli M1914. В полевой артиллерии самой распространенной была Cannone da 75/27 modello 06. В качестве средних и тяжелых орудий применялись Obice da 100/17 modello 14, Cannone da 105/28 и Cannone da 149/23.
Италией были разработаны собственные самолеты, такие как SIA 7 и Fiat R.2, но использовались и иностранные модели, например SPAD S.VII, SPAD S.XIII, Nieuport 10 и Nieuport 11. Кроме того, фирмой Caproni было выпущено несколько моделей бомбардировщиков. Итальянской промышленностью был построен тяжелый танк Fiat 2000, а также легкий Fiat 3000 (на основе французского Рено FT-17).

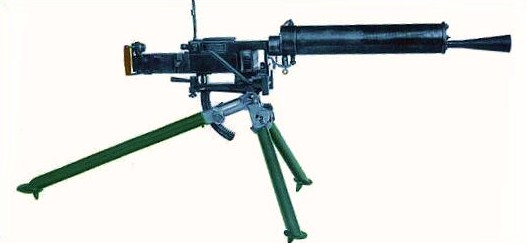
Пулемет FIAT-Revelli M1914
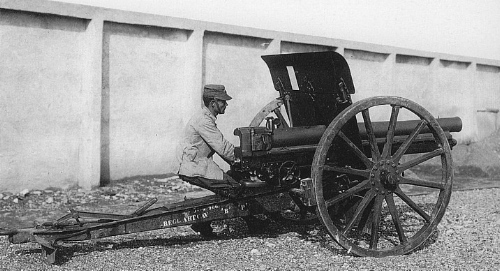
пушка Cannone da 75/27 modello 06
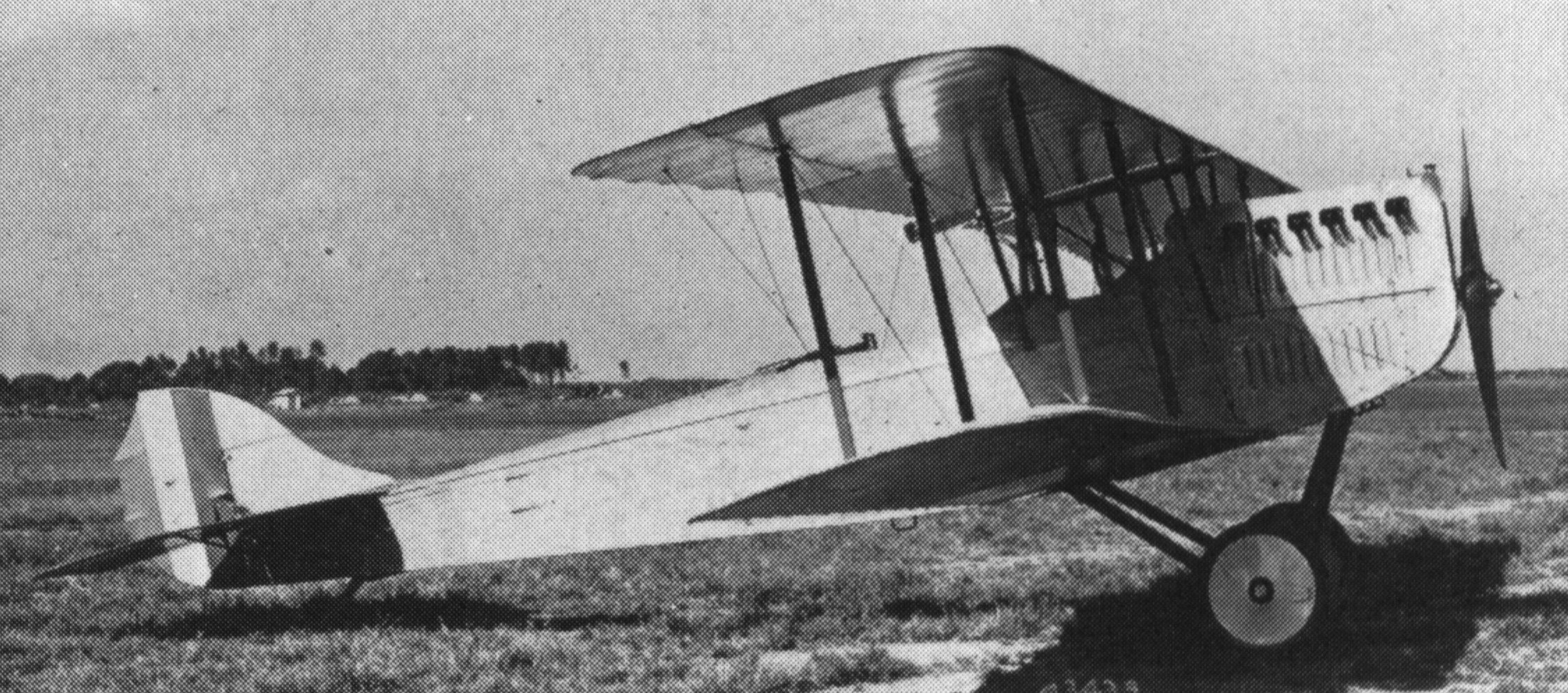
самолет SIA 7
Танк Фиат 3000

### США
Основной винтовкой американской армии была Springfield M1903. Офицеры использовали пистолет M1911. В качестве станковых пулеметов использовались Кольт-Браунинг M1895, а в качестве ручных - французские пулеметы Шоша. Из артиллерии использовались французская 75-мм пушка образца 1897 года, 3-дюймовая полевая пушка образца 1902 года, 4.7-inch gun M1906, M1908 6-inch howitzer, а также 155 mm GPF M1918.
В США разрабатывался тяжелый танк Mark VIII, а также серийно производился легкий танк M1917 на основе Рено FT-17. В авиации использовались Curtiss JN Jenny, а также Salmson 2 A.2, De Havilland DH.4 и SPAD S.XIII.

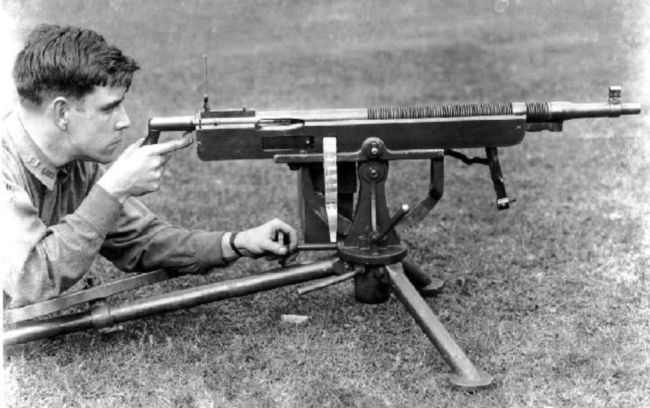
Пулемет Кольт-Браунинг M1895
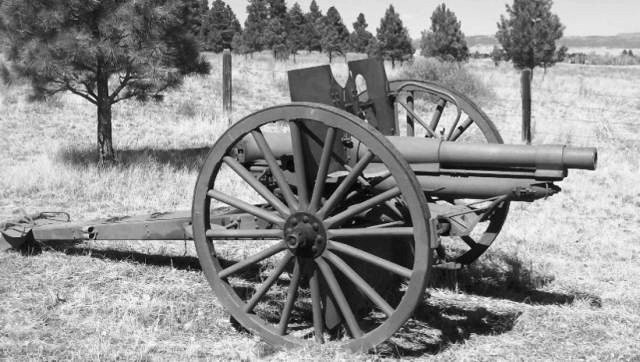
3-дюймовая полевая пушка образца 1902 года
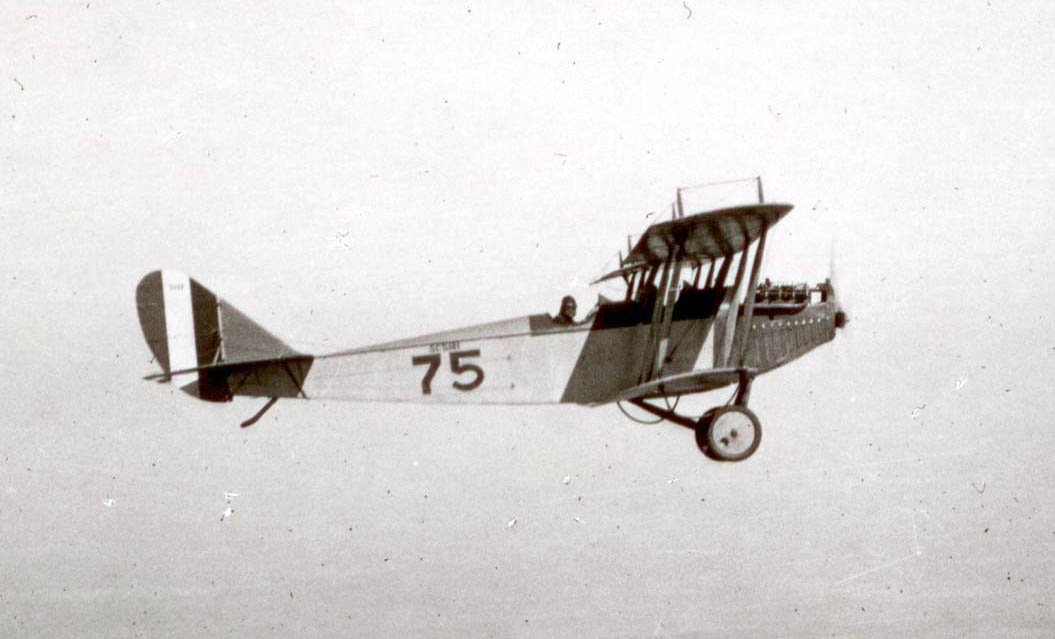
самолет Curtiss JN Jenny
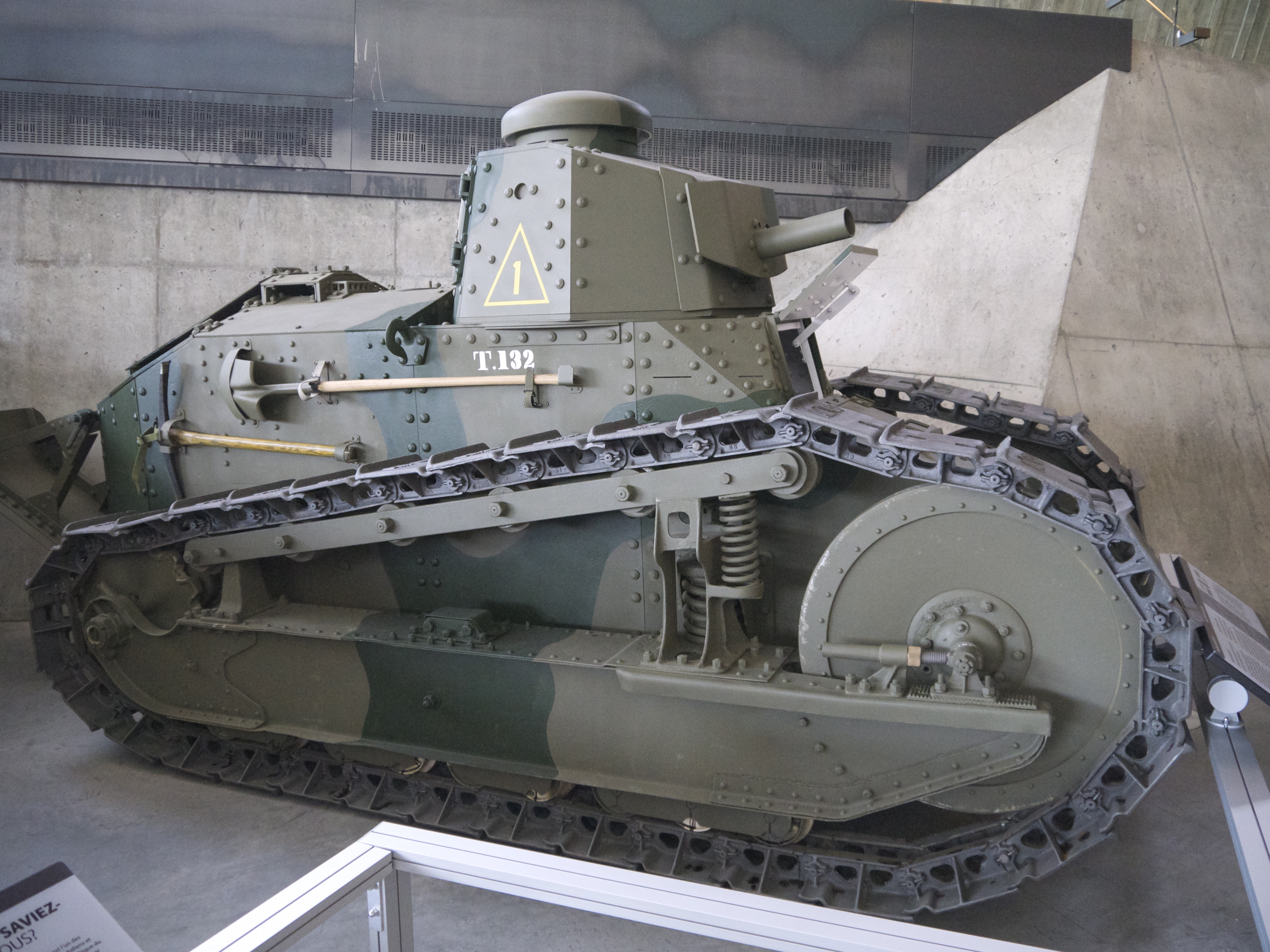
Танк M1917

### Япония
Основным стрелковым оружием японской армии была винтовка Арисака. Офицеры использовали револьвер Тип 26 и пистолеты Намбу тип 4. В качестве автоматического оружия использовался пулемет Тип 3. В полевой артиллерии использовались пушки Тип 38. В качестве горных орудий применялись Type 31 75 mm mountain gun. Использовались также гаубицы Type 38 12 cm howitzer и Type 4 15 cm howitzer. В японской авиации использовались самолеты фирмы Farman, а также Sopwith 1½ Strutter и продукция фирм Nieuport и SPAD.

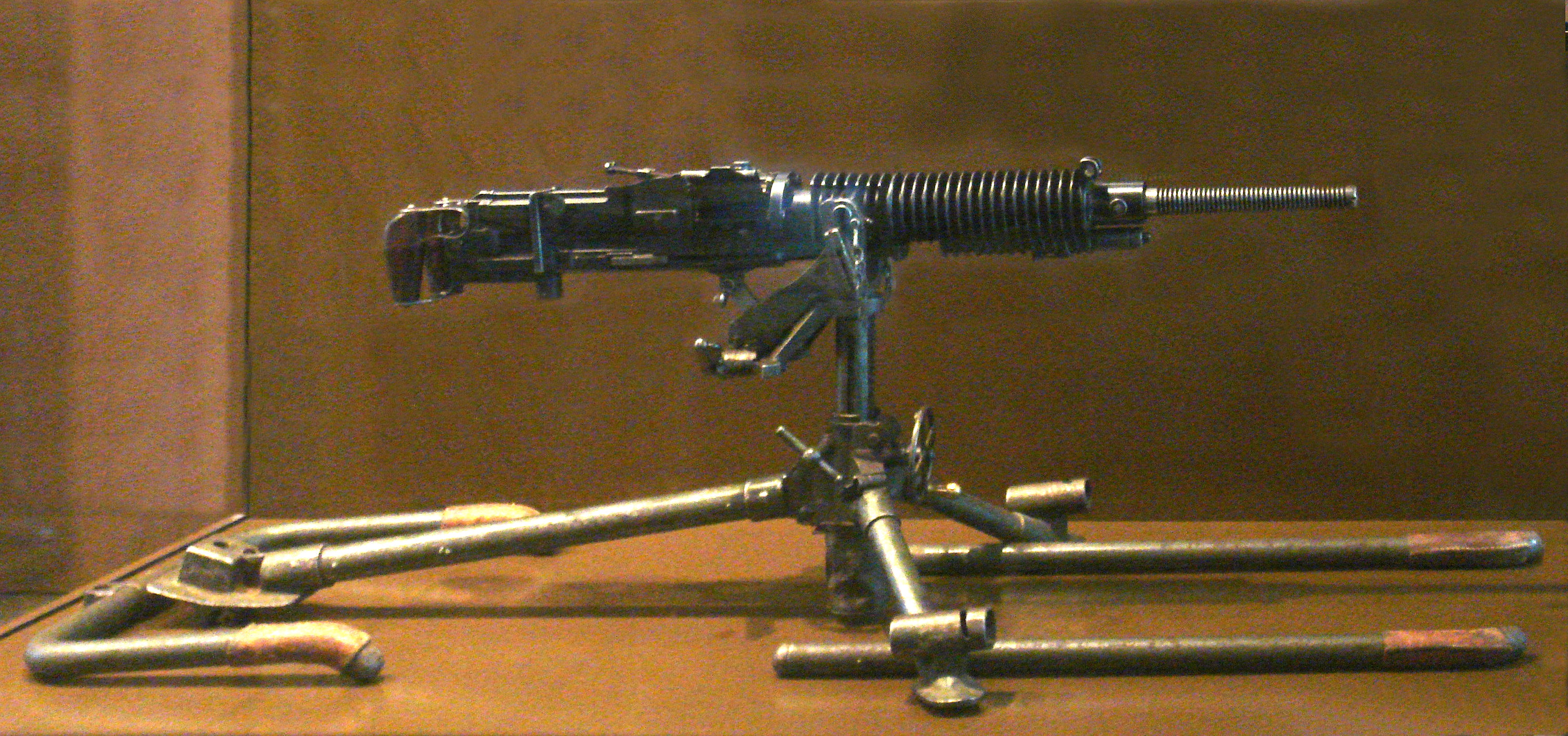
пулемет Тип 3
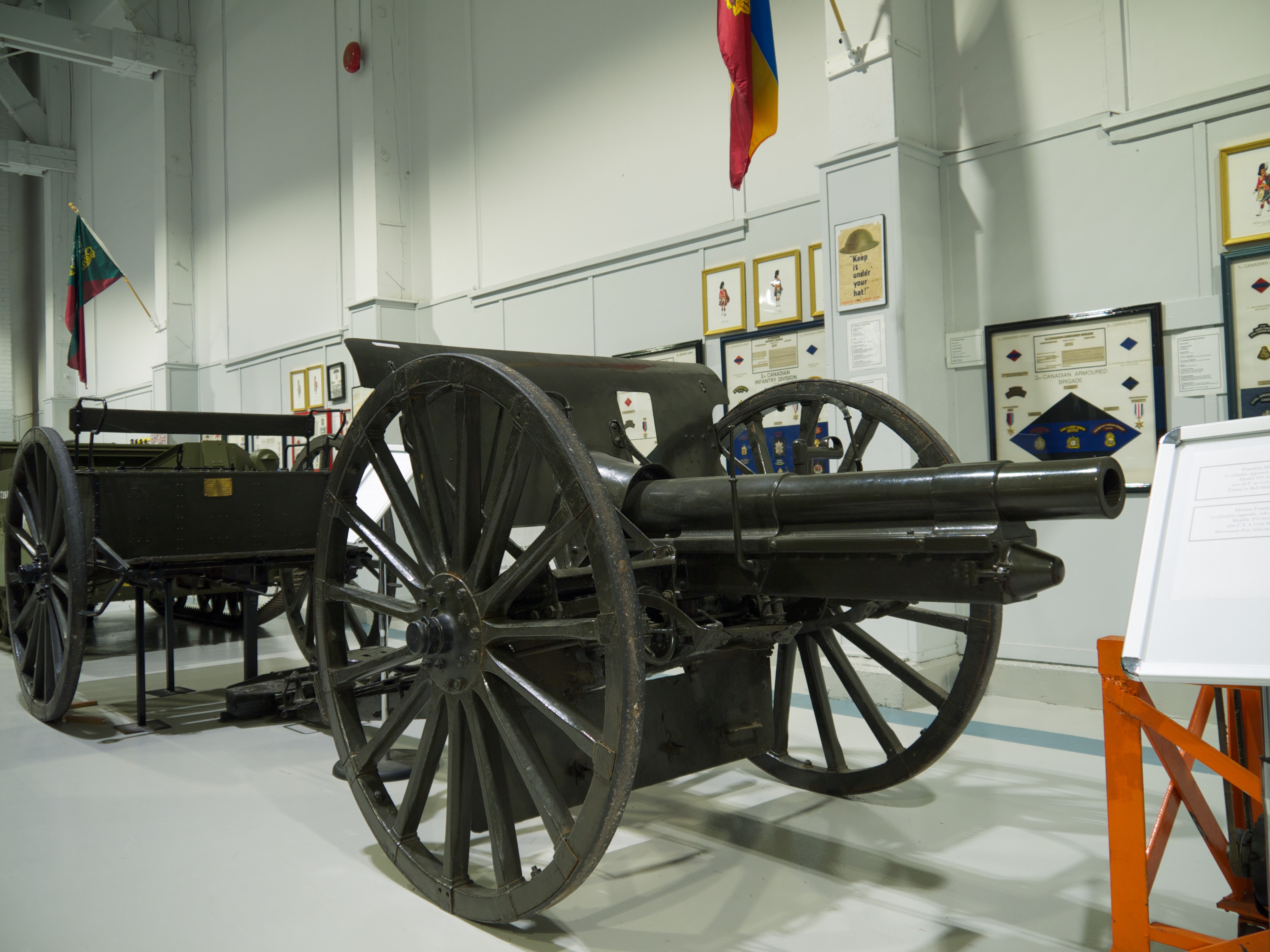
пушка Тип 38
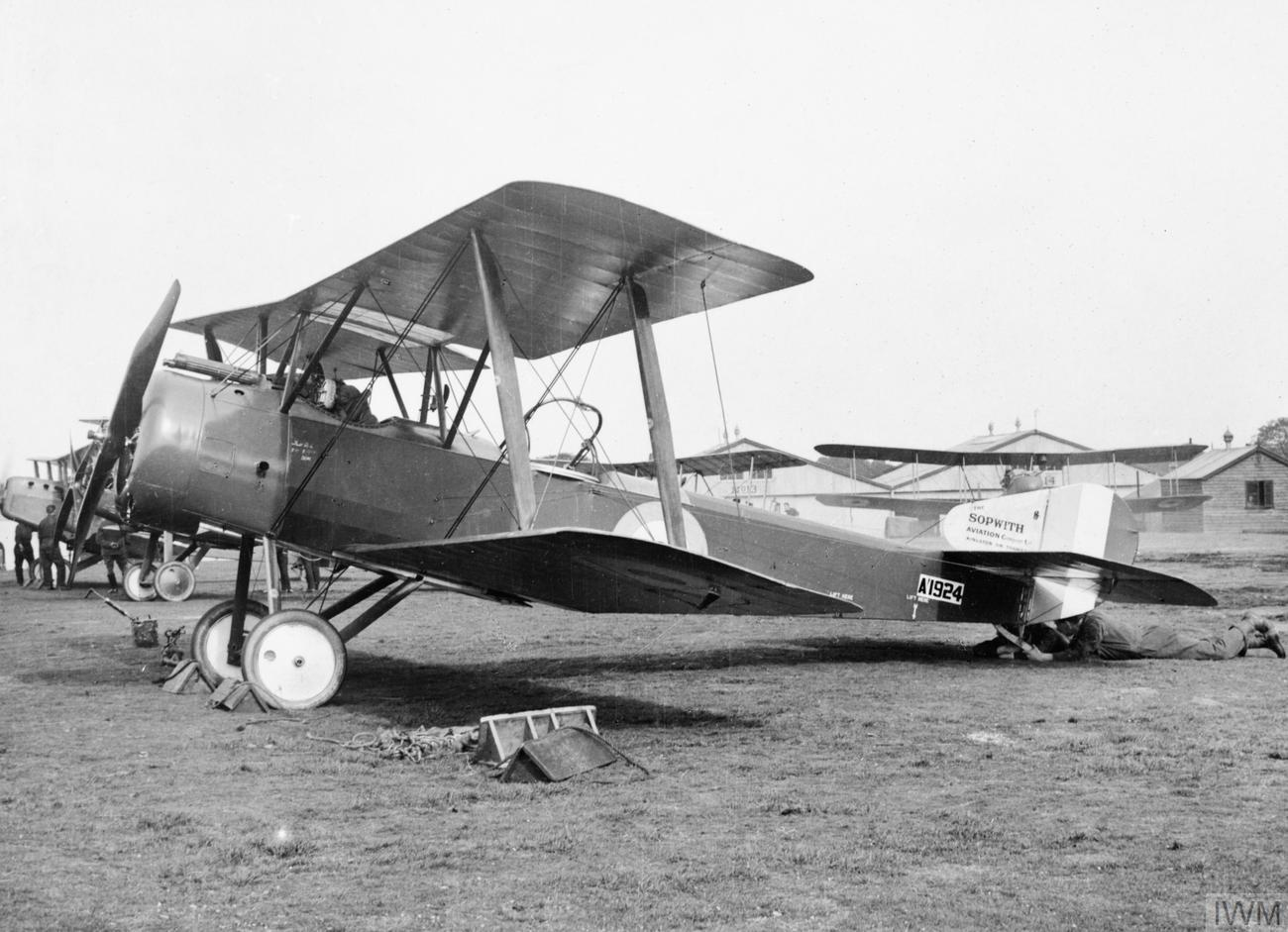
самолет Sopwith 1½ Strutter

## Военная техника Центральных держав

### Германия
В немецкой армии основной винтовкой была Mauser 98, офицеры были вооружены пистолетом Люгера. В качестве станкового пулемета использовался MG 08, а в качестве ручных Bergmann LMG 15 и пулемет Мадсена. В качестве основной легкой полевой пушки использовалась 7.7 cm FK 96 n.A.. Определенное распространение получила также 7.7 cm FK 16. В качестве полевых гаубиц использовались 10.5 cm Feldhaubitze 98/09 и 10,5 cm leFH 16. Сверхтяжелые орудия были представлены 21 cm Mrs.16 и 21 cm Mörser 10.
В состав Имперских военно-воздушных сил Германии входили такие самолеты как Albatros B.III, Aviatik C.I, Albatros D.III и Fokker E.I. Успешно применялись также дирижабли, которые в Германии выпускались фирмой Цеппелин. Танки в немецкой армии использовались в меньшей степени, чем в армии союзников. Ближе к концу войны появились такие модели как A7V, A7VU, LK I и Lk II.

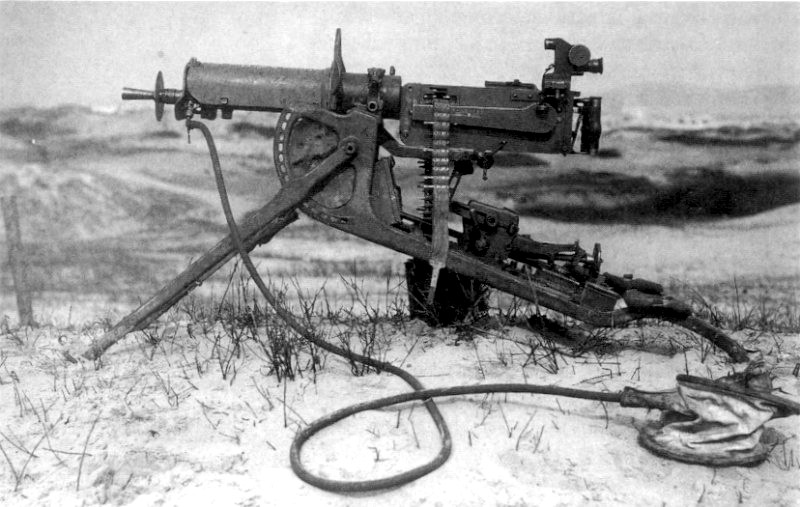
пулемет MG 08
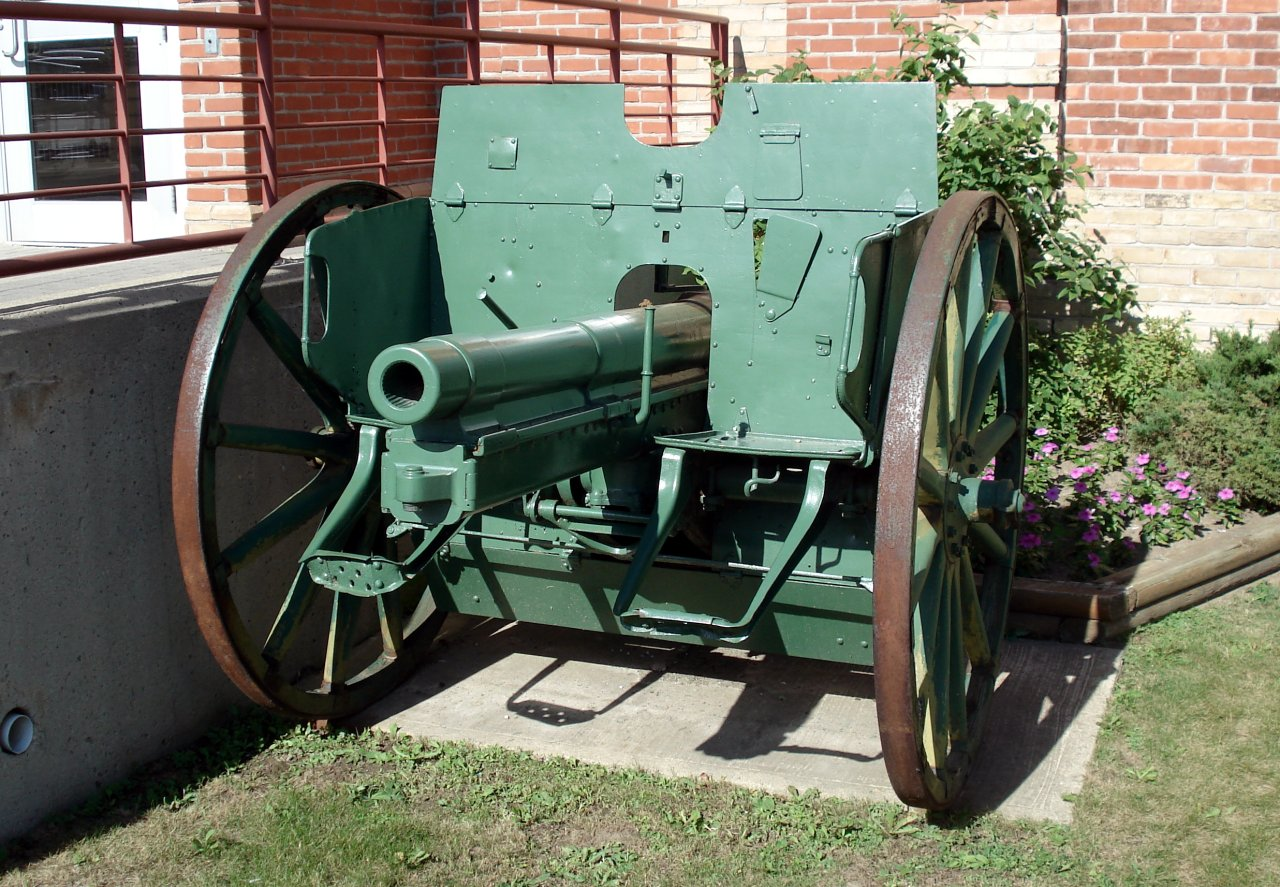
пушка 7.7 cm FK 96 n.A.
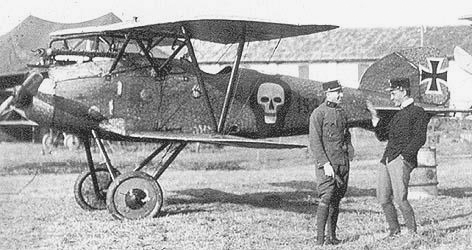
самолет Albatros D.III
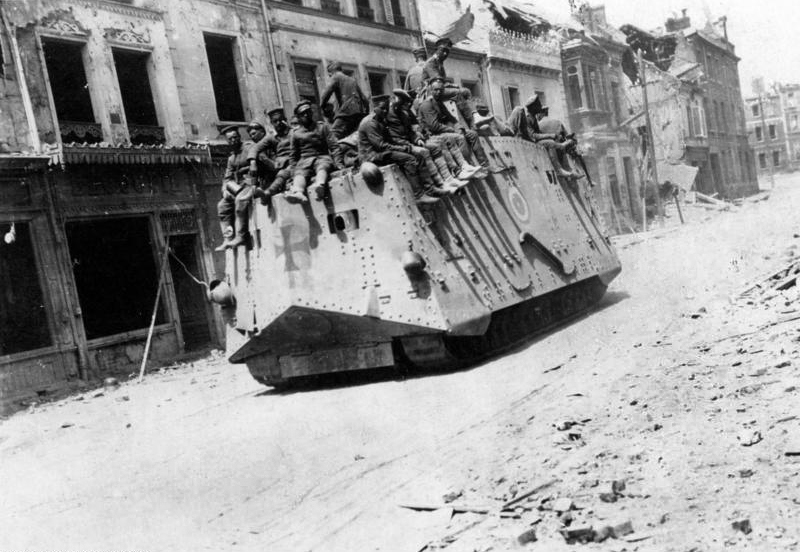
танк A7V

### Австро-Венгрия
Основным стрелковым оружием австро-венгерской армии была винтовка Манлихера. В качестве пистолетов использовались Steyr M1912 и Frommer Stop. Ограниченно применялись также револьверы Гассера. Из автоматического оружия применяли пулемёты Шварцлозе и Шкода. В полевой артиллерии использовались пушки 8 cm FK M.5, а также гаубицы 10 cm FH M 99 и 10 cm FH M 14. В качестве крепостной и осадной артиллерии применялись Skoda 305 mm Model 1911 и 420-мм гаубица M.14/16. Горная артиллерия была представлена 75-мм горной пушкой М15.
В ВВС Австро-Венгрии использовались самолеты Etrich Taube, Fokker M.5, Österreichische Aviatik D.I, Albatros D.III и  Fokker D.VII. Танков в австрийской армии не было, но использовались бронеавтомобили. Наиболее известные Austro-Daimler Panzerwagen, Marienwagen II, Ehrhardt E-V/4 и Romfell. Производился также зенитный бронеавтомобиль Krupp-Daimler 7,7cm FlaK.

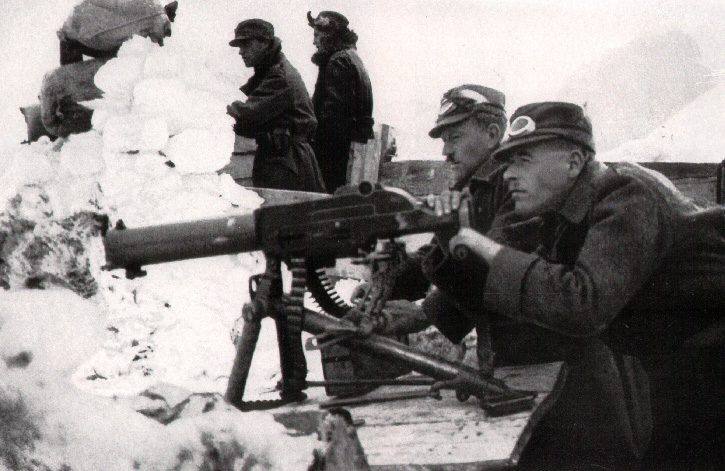
Пулемёт Шварцлозе
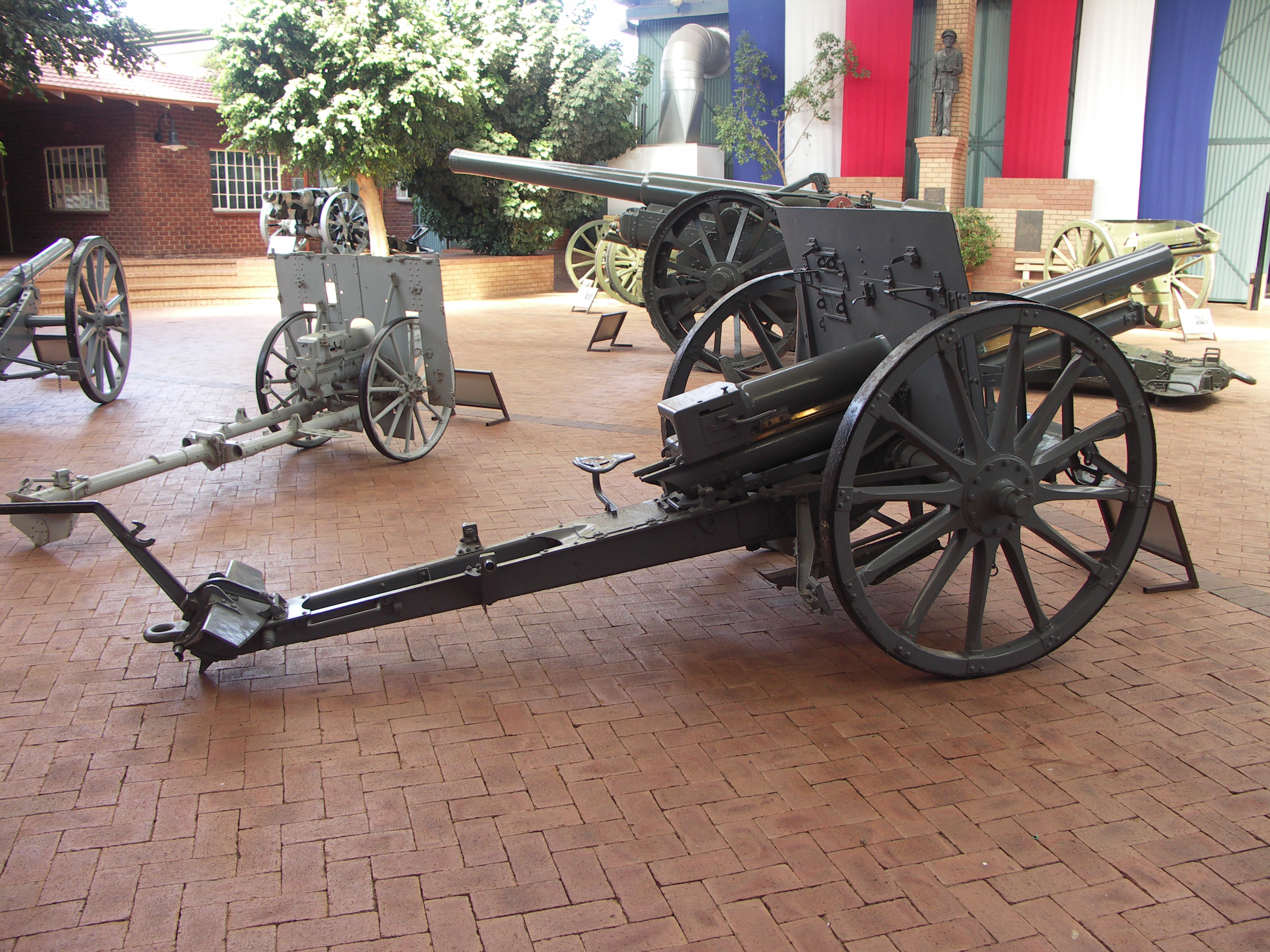
пушка 8 cm FK M.5
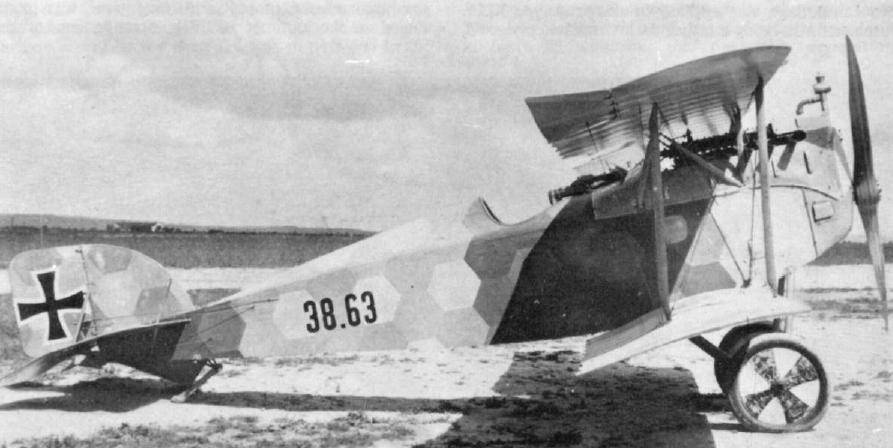
самолет Österreichische Aviatik D.I
бронеавтомобиль Romfell

### Турция
Единой винтовки в турецкой армии не было. Применялись винтовки Бердана, Mauser M1889, винтовки Пибоди-Мартини, а также Винчестеры. Офицеры использовали револьвер Бульдог, пистолеты Люгера, Browning M1903 и Frommer Stop. Из пулеметов применялись немецкие MG 08, трофейные французские пулеметы Гочкис, пулемёты Максима и Шварцлозе. В артиллерии использовались преимущественно немецкие орудия. Такие как например 10.5 cm Feldhaubitze 98/09. В турецкой авиационной эскадрилье были как самолеты поставленные Германией (Albatros D.I, D.II, D.III, Halberstadt D.II и Fokker), так и трофейные из Англии, Франции, Италии и России (DeHavilland, Nieuport, Fiat R.2, М-5).

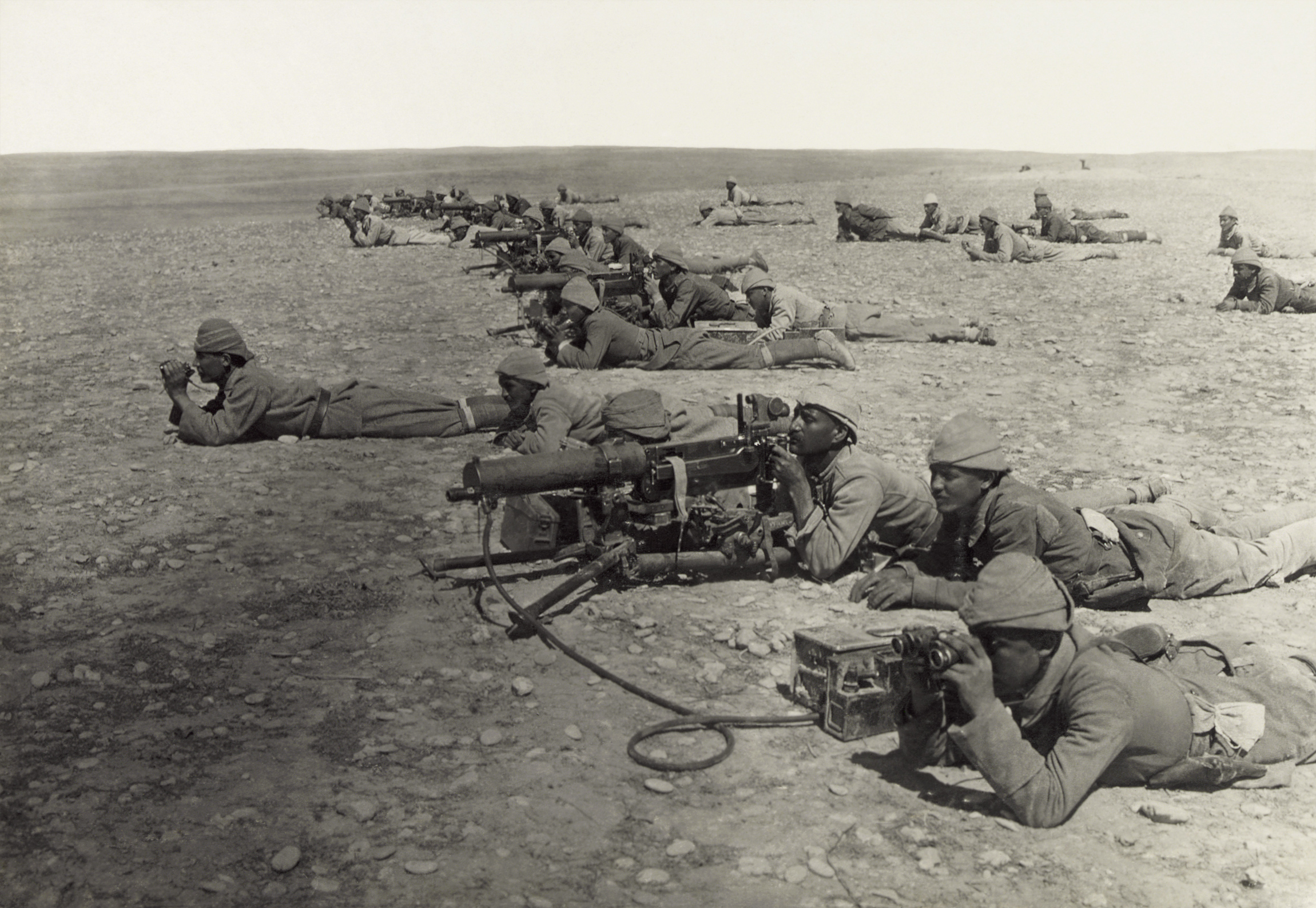
турецкие солдаты с MG 08
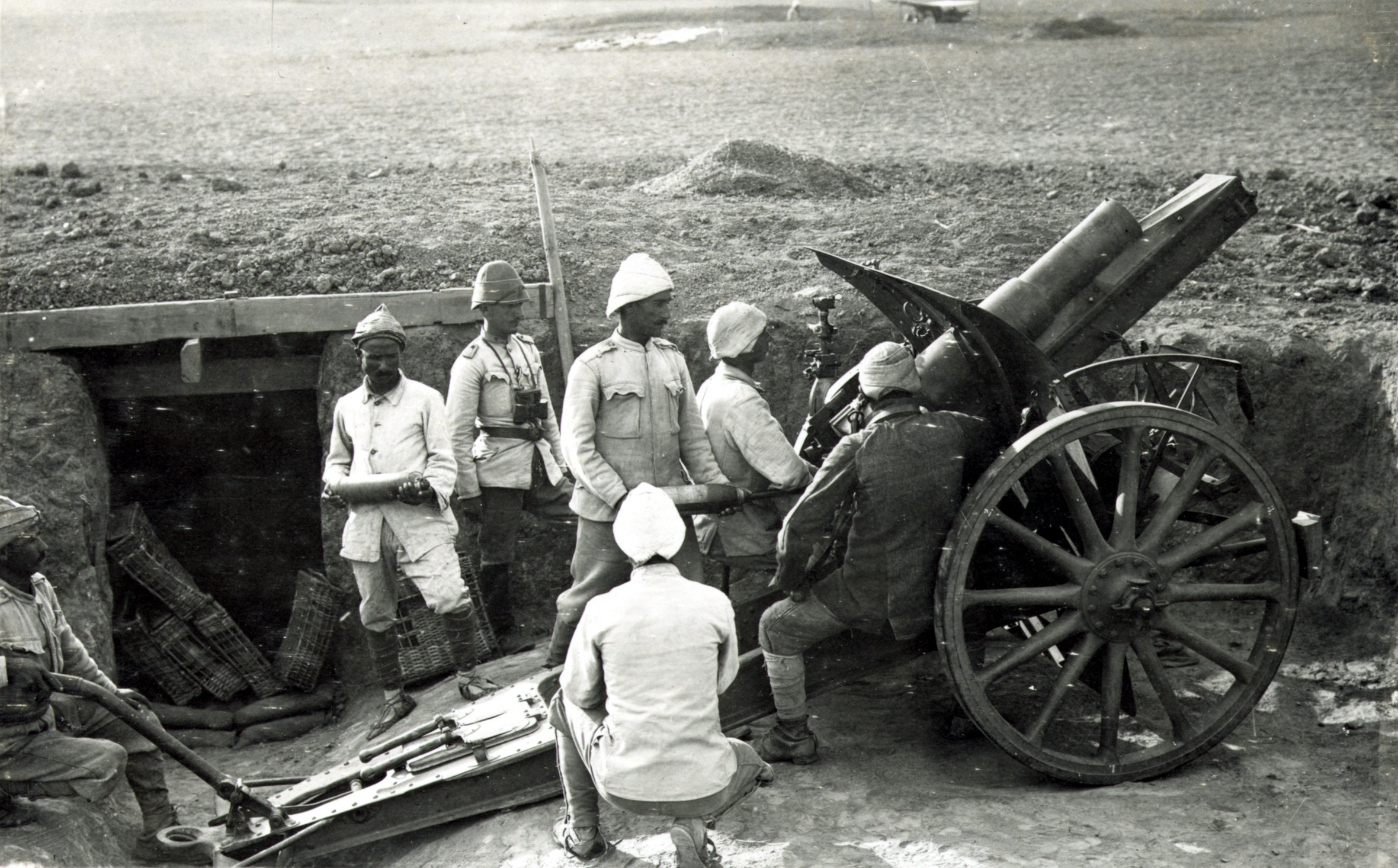
турецкая пушка 10.5 cm Feldhaubitze 98/09
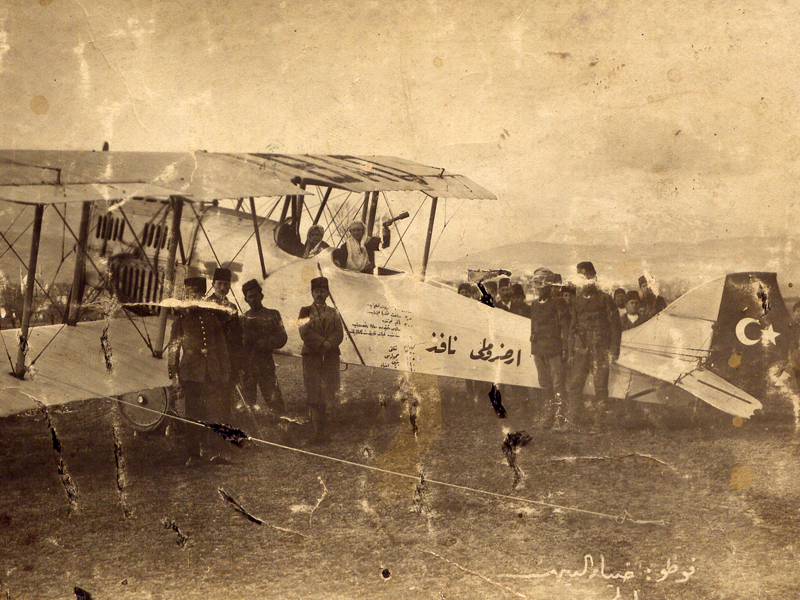
турецкий самолет Fiat R.2

### Болгария
Основным стрелковым оружием болгарской армии была винтовка Mannlicher M1895. Кроме того, использовались винтовки Мосина и трофейные турецкие винтовки Маузера. Офицеры были вооружены пистолетами Люгера и российскими револьверами Смита-Вессона. В качестве автоматического оружия использовались пулеметы Максима. В полевой артиллерии использовались французские 75-мм пушки. В качестве горных применяли 75-мм пушки Шнайдера. Кроме того, использовались французские 120-мм пушки. В воздухоплавательных частях использовались Albatros B.I, Blériot IX и Fokker E.III.

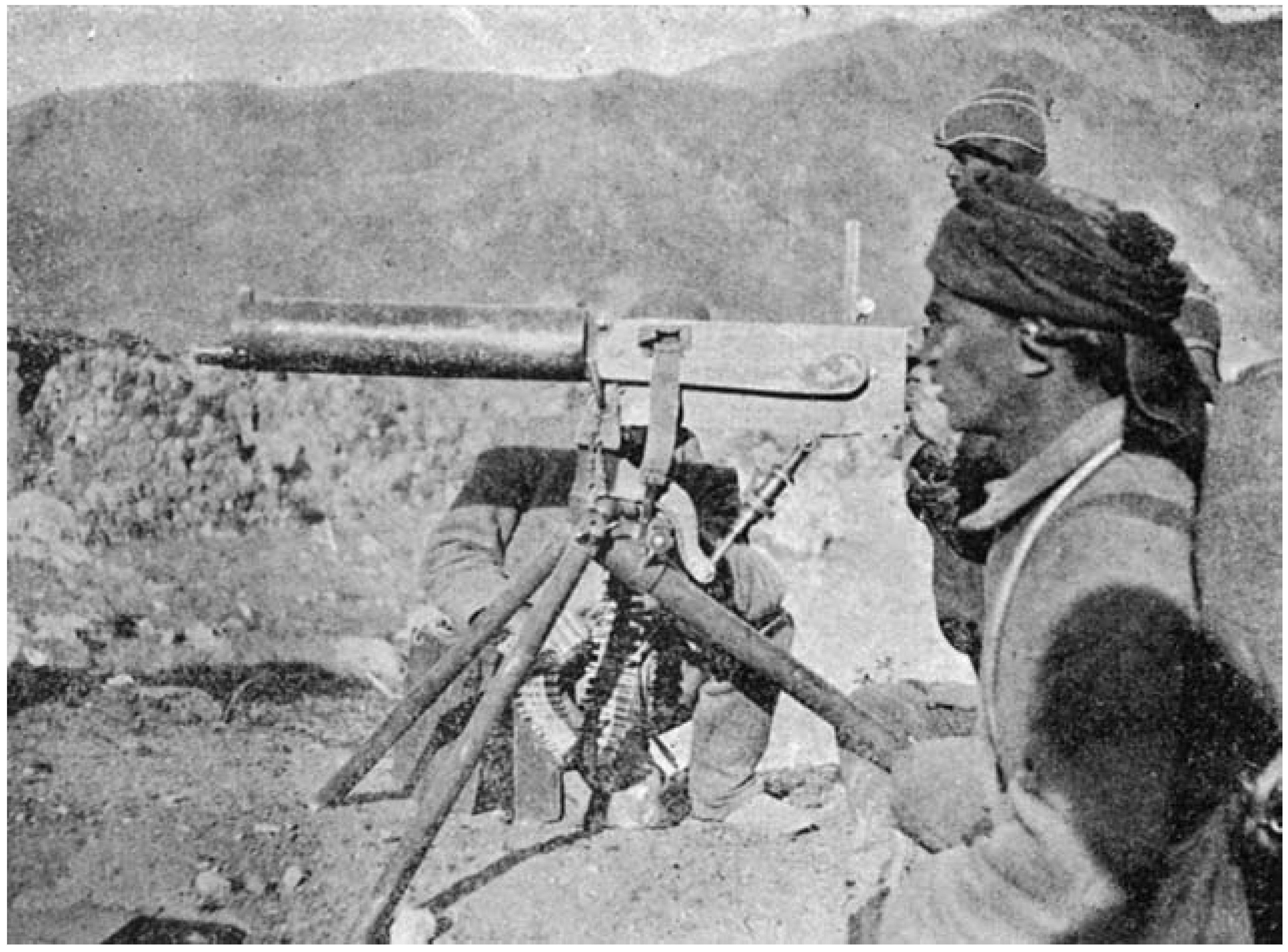
пулемет Максима
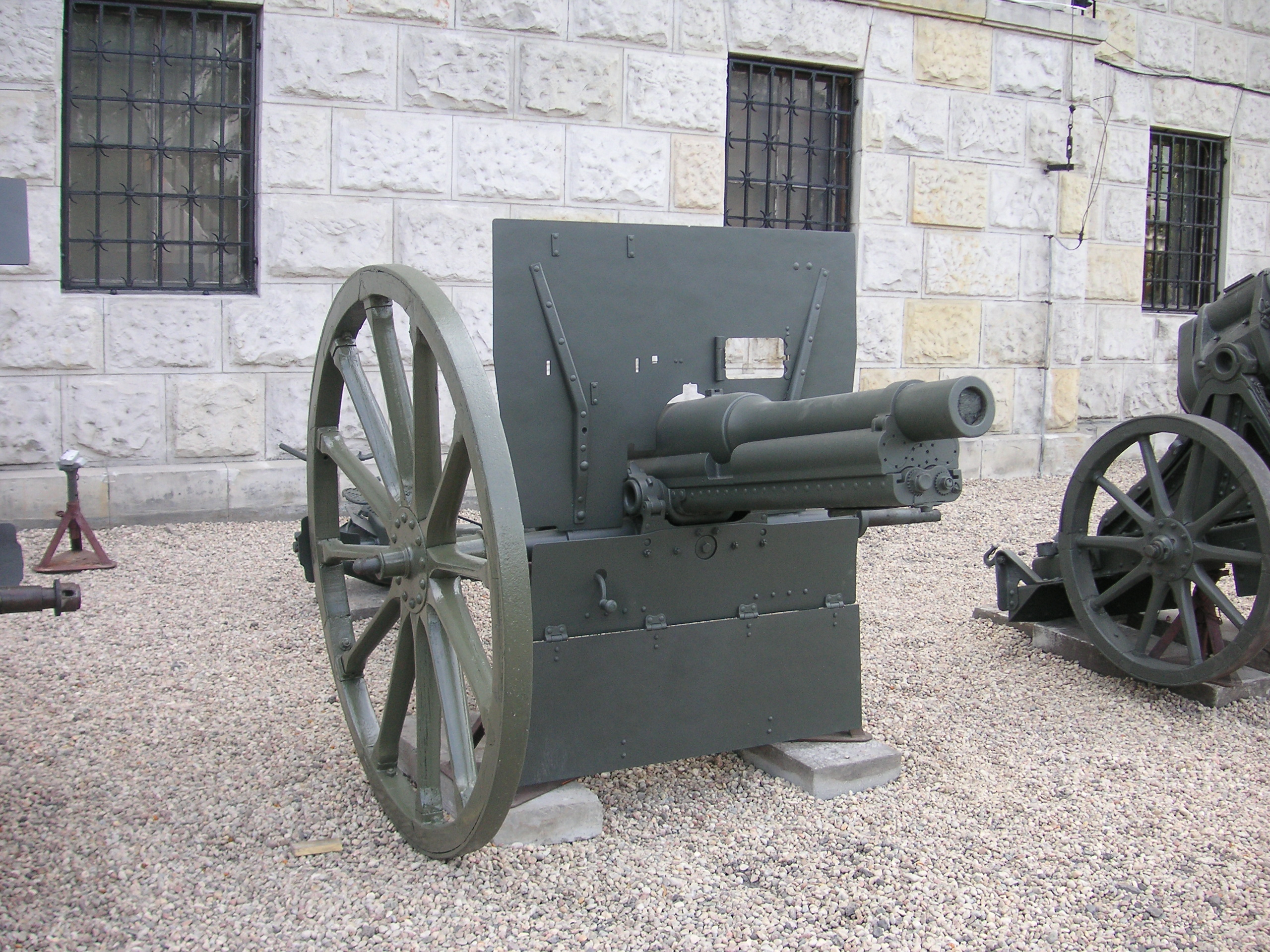
75-мм пушка Шнайдера
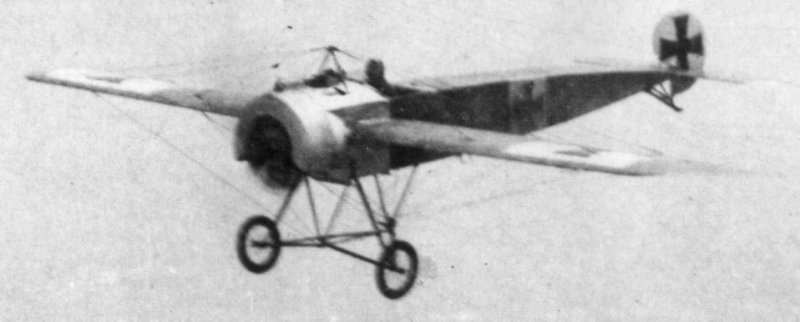
самолет Fokker E.III